# Setouchi (Okayama)
Setouchi (瀬戸内市 Setouchi-shi?) es una ciudad localizada en la prefectura de Okayama, Japón. En junio de 2019 tenía una población estimada de 36.053 habitantes y una densidad de población de 287 personas por km². Su área total es de 125,45 km².

## Geografía

### Localidades circundantes
- Prefectura de Okayama
  - Bizen
  - Okayama

## Demografía
Según los datos del censo japonés, esta es la población de Setouchi en los últimos años.
| Año del censo | Población |
| ------------- | --------- |
| 1995          | 39.228    |
| 2000          | 39.403    |
| 2005          | 39.081    |
| 2010          | 37.852    |
| 2015          | 36.975    |